# Быков, Дмитрий Вениаминович
Дмитрий Вениаминович Бы́ков (1904—1982) — советский инженер и учёный, специалист кабельной промышленности.

## Биография
Родился в 1904 году в селе Забелино (ныне Великоустюгский район, Вологодская область) в семье сельских учителей.
В 1933 году окончил Ленинградский электротехнический институт по специальности «инженер-электрик по технике высоких напряжений».
Работал на Ленинградском заводе «Севкабель»: начальник технического отдела, начальник бюро 110 кВ кабелей, главный инженер, директор.

Член ВКП(б).
В 1953—1957 годах главный инженер, затем начальник Главного управления кабельной промышленности (Главкабеля) Министерство электротехнической промышленности СССР.
В 1957—1970 годах директор головного Научно-исследовательского института кабельной промышленности (ВНИИКП). В 1970—1982 годах старший научный сотрудник института.

## Награды и премии
- Сталинская премия третьей степени (1951) — за создание нового технологического оборудования для электропромышленности (первого в СССР агрегата непрерывной вулканизации резиновых изоляций и оболочек кабелей и проводов)
- Государственная премия СССР (1970) — за работы в области радиационной технологии производства кабельных изделий.
- три ордена Трудового Красного Знамени
- орден Отечественной войны II степени (18.7.1945)
- орден «Знак Почёта»
- семь медалей